# سيسيل براون
سيسيل براون (16 يوليو 1895 في المملكة المتحدة - 6 ديسمبر 1955 في المملكة المتحدة)  (بالإنجليزية: Cecil Brown)‏ هو لاعب كريكت بريطاني (وحمل سابقاً جنسية المملكة المتحدة لبريطانيا العظمى وأيرلندا).